# Гіт-Спрінгс (Південна Кароліна)
Гіт-Спрінгс (англ. Heath Springs) — місто (англ. town) в США, в окрузі Ланкастер штату Південна Кароліна. Населення — 742 особи (2020).

## Географія
Гіт-Спрінгс розташований за координатами 34°35′36″ пн. ш. 80°40′30″ зх. д. / 34.59333° пн. ш. 80.67500° зх. д. (34.593268, -80.675047).  За даними Бюро перепису населення США в 2010 році місто мало площу 4,21 км², уся площа — суходіл.

## Демографія
Згідно з переписом 2010 року, у місті мешкало 790 осіб у 327 домогосподарствах у складі 220 родин. Густота населення становила 188 осіб/км².  Було 375 помешкань (89/км²).
Расовий склад населення:
| - 52,9 % — чорних або афроамериканців - 45,1 % — білих - 0,3 % — азіатів - 0,1 % — вихідців з тихоокеанських островів - 0,1 % — корінних американців |

До двох чи більше рас належало 0,8 %. Частка іспаномовних становила 0,1 % від усіх жителів.
За віковим діапазоном населення розподілялося таким чином: 22,9 % — особи молодші 18 років, 59,3 % — особи у віці 18—64 років, 17,8 % — особи у віці 65 років та старші. Медіана віку мешканця становила 42,3 року. На 100 осіб жіночої статі у місті припадало 91,3 чоловіків;  на 100 жінок у віці від 18 років та старших — 86,8 чоловіків також старших 18 років.
Середній дохід на одне домашнє господарство  становив 40 863 долари США (медіана — 30 417), а середній дохід на одну сім'ю — 43 152 долари (медіана — 38 194). За межею бідності перебувало 26,8 % осіб, у тому числі 43,2 % дітей у віці до 18 років та 9,0 % осіб у віці 65 років та старших.
Цивільне працевлаштоване населення становило 248 осіб. Основні галузі зайнятості: освіта, охорона здоров'я та соціальна допомога — 31,9 %, виробництво — 16,9 %, роздрібна торгівля — 12,5 %, мистецтво, розваги та відпочинок — 10,5 %.